# Singapura nos Jogos Paralímpicos de Verão de 2008
Singapura participou dos Jogos Paralímpicos de Verão de 2008, que foram realizados na cidade de Pequim, na China, entre os dias 6 e 17 de setembro de 2008. A delegação conquista 4 medalhas (1 ouro, 1 prata, 2 bronzes).